# Aimar-Charles-Marie de Nicolaï
Aimar-Charles-Marie de Nicolaï (* 14. August 1747 in Paris; † 7. Juli 1794 ebenda) war ein hoher Beamter während des Ancien Régime.
De Nicolaï war ein Beamter der königlichen Verwaltung. Den Höhepunkt seiner Karriere erlebte er mit seiner Ernennung zum Direktor der Chambre des comptes (Finanzverwaltung).
1788 wurde de Nicolaï als Nachfolger von François-Jean de Chastellux in die Académie française aufgenommen (Fauteuil 2). Anlässlich seiner Aufnahme verfasste de Nicolaï eine Eloge auf König Ludwig XIV. und trug diese auch öffentlich vor. Für dieses „Vergehen“ wurde er dann später, während der Terrorherrschaft der französischen Revolution zum Volksfeind erklärt und am 7. Juli 1794 guillotiniert. Sein Nachfolger François de Neufchâteau wurde erst, bedingt durch die politischen Ereignisse, 1803 gewählt.